# 桃果
桃果（ももか、2000年8月25日 - ）は、日本のファッションモデル、タレント、女優。神奈川県出身。アデッソに所属していた。

## 略歴
小学生の時に原宿でスカウトされ、ファッション雑誌『ニコ☆プチ』専属モデルを務め、『Rの法則』（NHK）などに出演。その後、演技の勉強を経てマクドナルドのCMをはじめ、多くのドラマ、映画に出演。 ニコ☆プチモデル当時、所属事務所が運営するアイドルグループ「Peekaboo」のメンバーとして、ライブ活動もしていた。高校卒業後は学業と仕事の両立に苦労したこともあり、進学せず女優業に専念する。2022年3月31日をもってアデッソを契約満了で退社した。

## 人物
- 血液型はO型[7]。
- 趣味は、料理・TV鑑賞。特技は、水泳・ピアノ。水泳はオリンピック強化指定選手に選ばれたほどだったが、『ニコ☆プチ』専属モデルの話が来たタイミングで伸び悩み競技としての取り組みを断念[8]。モデル業に専念するため筋力を落としている。

## 出演

### テレビドラマ
- 5人のジュンコ（2015年、WOWOW） - 篠田淳子（中学生時代） 役
- 最上の命医2017（2017年、テレビ東京） - 萩尾萌絵 役
- KBOYS（2018年、ABCテレビ） - 愛里 役
- やっぱりおしい刑事 第6話（2021年4月11日、NHK BSプレミアム） - 城野琴音 役
- ホメられたい僕の妄想ごはん 第10話（2021年9月12日、テレビ大阪） - モカ 役
- 美しい彼（MBS・TBS） - 桃 役
  - シーズン1 第1話 - 第3話（2021年11月19日 - 12月3日、MBS・TBS）[9]
  - シーズン2 最終話（2023年3月1日）
- たびくらげ探偵日記 第3話（2022年1月20日、MBS） - 高城唯 役
- ダメな男じゃダメですか? 第2話（2022年2月10日、テレビ東京） - りほ 役
- ヒロイン誕生!ドラマチックなオンナたち 水泳選手 前畑秀子×桃果（2022年12月19日、NHK総合）

### テレビ
- シャキーン（NHK Eテレ）
- 関ジャニの仕分け∞（2011年、テレビ朝日）
- ピラメキーノ「子役恋物語」（2012年、テレビ東京）
- Rの法則（2016年 - 2018年、NHK Eテレ） - R'sレギュラー

### 映画
- 春待ちかぼちゃ（2017年） - 主演・杉山果歩 役
- レミングスの夏（2017年） - 神林美都 役
- ビブリア古書堂の事件手帖（2018年） - 篠川文香 役
- 恋は雨上がりのように（2018年） - 石井 役
- 哲人王 〜李登輝対話篇〜（2019年） - 山口まりあ 役[10][11]
- 人狼ゲーム デスゲームの運営人（2020年） -  夏目柚月 役
- ほうきに願いを（2021年） - 主演・石橋美由紀 役
- 僕たちは変わらない朝を迎える（2021年）- 村上雪菜 役
- ギュウ農シネマ「IDOL NEVER DiES」（2022年）- 主演・船村恵美（メグ） 役
- 美しい彼～special edit version～（2023年） - 桃 役
- 消せない記憶（2023年）- 主演・神崎優衣 役
- 唄う六人の女（2023年） - 見つめる女 役 [12]
- マンガ家、堀マモル（2024年） - 春 役[13]
- Re-Tune ～あなたの人生チューニングします～（2025年） - 主演・木暮つる 役

### 舞台
- 2.5次元ダンスライブ「ツキウタ。」ステージ  【MEGASTA. FIRST DREAM～あなたとみるはじめてのゆめ～】（2021年4月7日 - 4月11日、草月ホール） -  桃崎ひな役
- 朗読劇「名前をつけて保存〜データフォルダ〜」（2022年11月1日 - 11月6日、アトリエファンファーレ東池袋）

### CM
- リクルートマーケティングパートナーズ
- オムロン
- リベスト
- セブン-イレブン
- 花王
- タカラトミー
- バンダイ
- ナロンエース
- マクドナルド「ホットアップルカスタードパイ」
- オイレス ECO株式会社「外付ブラインド ブリイユ」
- LINE WORKS「LINE WORKSで現場が動き出す・介護篇」
- 静岡銀行【教育ローン】
- 愛知学院大学

### WEBドラマ
- BACK TO THE STORIES（2025年7月1日 - 、FOD SHORT）[14]

### WEBコンテンツ
- セルフケア探偵（2019年、厚生労働省 働く人のメンタルヘルス・ポータルサイト こころの耳）[15]

### MV
- GReeeeN「ゆらゆら」「おまじない」「相思相愛」ミュージックビデオ（2020年）[16]
- ThisisLAST「ポニーテールに揺らされて」（2021年）
- ThisisLAST「オムライス」（2021年）
- childspot ｢未定｣  (2021年)
- moon drop「タイムマシン｣  (2022年)
- 心之助「love letter」 (2023年)
- MONONOKE「トーキョー・ジャーニー」 (2023年)
- 高野洸「君という奇跡」 (2024年)

## 書籍

### 雑誌
- ニコ☆プチ（2013年4月号 - 2014年6月号、新潮社） - 専属モデル[2]